# Presencia portuguesa en el norte de África

Plazas norteafricanas de Portugal

La presencia portuguesa en el norte de África tuvo lugar desde finales de la Edad Media, con la conquista de Ceuta en 1415, hasta finales de la Edad Moderna, cuando se produjo el abandono de Mazagán en 1769. Las plazas fortificadas de los portugueses en la costa atlántica del Magreb llegaron a ser conocidas como Algarve de Além (‘Algarve del Otro Lado’) o Algarbe de Berbería.

## Plazas
En 1415 se dio comienzo a la presencia portuguesa en el norte de África con la conquista de Ceuta el 21 de agosto de 1415, plaza que una alianza de benimerines y nazaríes trataría, infructuosamente, de recuperar en 1419.

En 1458 los portugueses conquistaron Alcazarseguir.

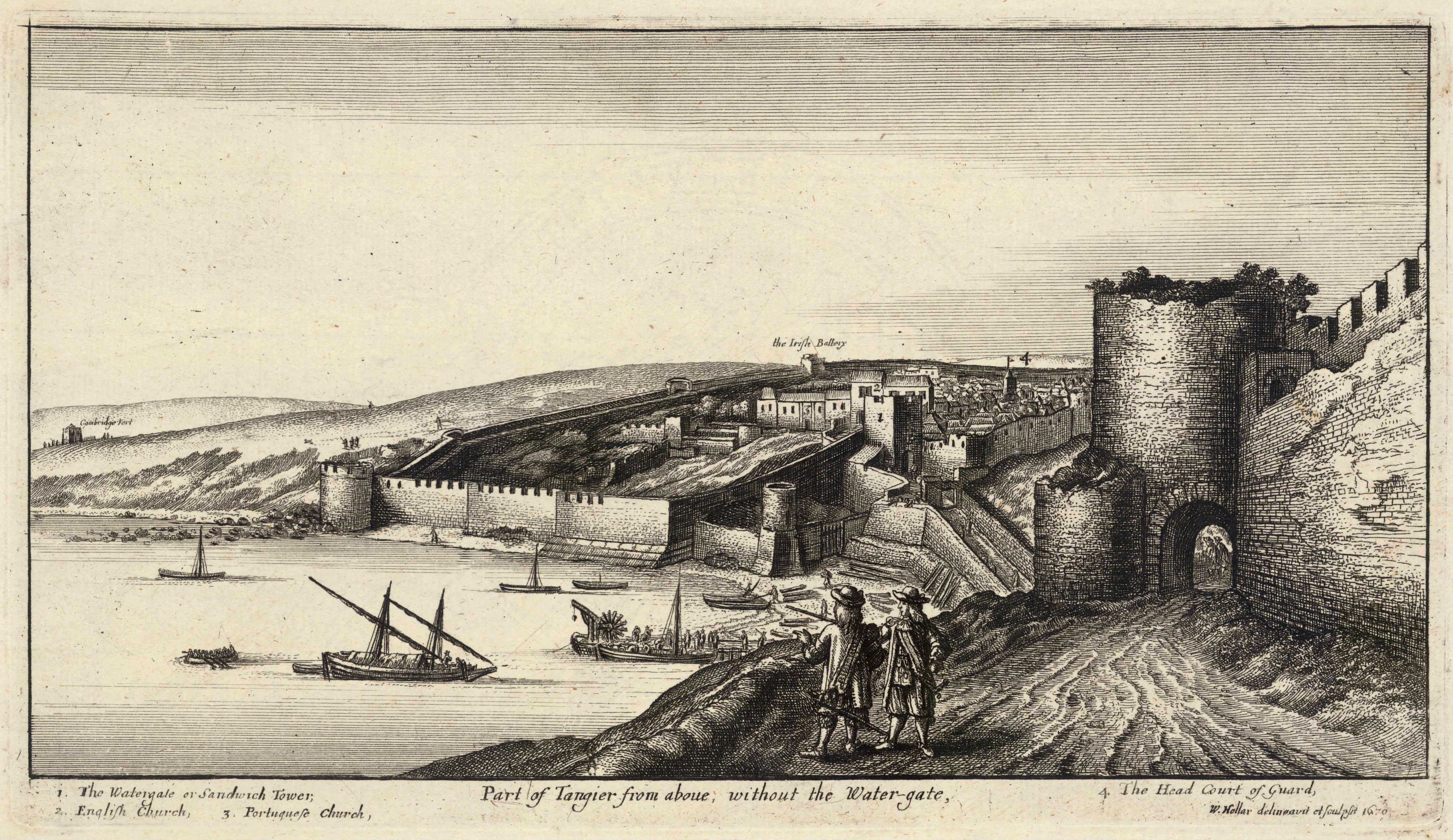
Tánger en el siglo XVII.

En agosto de 1471, tropas portuguesas provenientes de Arcila, conquistada también en 1471, entraron en Tánger.
En 1489 los portugueses trataron fallidamente de consolidar un asentamiento que denominaron Graciosa, en el cauce del río Lucus.
Hacia 1504-1505 los portugueses conquistaron Santa Cruz del Cabo Gue (Agadir) y Mogador, plaza esta última abandonada en 1510.
En 1508 los portugueses tomaron Safí. Azamor, que había sido tributaria de Portugal desde 1486, fue conquistada junto a Mazagán por los portugueses en 1513, tras un primer intento fallido en 1508.
En 1515 se fundó la efímera fortificación de São João da Mamora. El emplazamiento en el que se ubicaría Casablanca, y donde había una población previa llamada Anfâ dedicada a la piratería destruida por los portugueses en 1468, fue ocupado por los portugueses en 1515, fundando un nuevo asentamiento que denominarían Casa Branca (Casablanca).
En 1541 Santa Cruz del Cabo Gue fue tomada en 1541 por Muley Mahamet, Safí y Azamor fueron perdidas por los portugueses en 1541, y, en 1550, estos perdieron Alcazarseguir y Arcila.
En 1577 Sebastián reconquistó Arcila, que sería tomada por el sultán de la dinastía saadí Almanzor a la monarquía hispánica en 1589.
En 1640, el gobierno de Ceuta permaneció expectante después de la proclamación de Juan IV como monarca portugués, y acabó decidiéndose finalmente por mantenerse fiel a Felipe IV. Después de la separación portuguesa de la monarquía hispánica en 1640, el reino de Portugal siguió manteniendo las plazas norteafricanas de Tánger, Casablanca y Mazagán. Tánger fue cedida por Portugal al reino de Inglaterra en 1661, siendo abandonada por los ingleses en 1684.
Los portugueses abandonaron Casablanca en 1755 tras el terremoto de Lisboa.
Asediada por las tropas del sultán Sidi Muhámmad bin Abd Al·lah, Mazagán fue evacuada por los portugueses el 10 de marzo de 1769, poniéndose fin a la presencia portuguesa en el norte de África.